# IUCN
IUCN, International Union for the Conservation of Nature eller World Conservation Union er en uafhængig international organisation, hvis formål det er at fremme bevarelse og bæredygtig udnyttelse af de naturlige ressourcer. IUCN blev oprettet i 1948 og har sit hovedkvarter i den schweiziske by Gland.

## Organisation
IUCN's kernemission er at påvirke og assistere samfund over hele verden, så naturen kan beskyttes, at biodiversiteten sikres overalt og at udnyttelsen af de naturlige ressourcer udnyttes på en økologisk bæredygtig facon. Siden 2004 har IUCN sat fokus på at de mål om at reducere nedgangen i verdens biodiversitet inden 2010, som blev vedtaget i Johannesburg i 2002, bliver fulgt op.
IUCN består af tre komponenter; medlemsorganisationen, de seks videnskabelige kommissioner, samt det professionelle sekretariat. Det øverste organ er Generalforsamlingen der afholdes hvert tredje år; Her vælges en bestyrelse, Council; der har 24 medlemmer. Hver af verdens regioner har et fast antal pladser, fx har Vesteuropa 3, hvoraf én i reglen går til en repræsentant fra et nordisk land. Generaldirektøren er den øverst administrative ansvarlige sammen med sekretariatet der har omkring 125 ansatte i Schweiz og 1.100 personer i 62 lande. 2. januar 2007 blev Julia Marton-Lefèvre udnævnt som generaldirektør, hun afløste Achim Steiner der i 2006 var blevet udnævnt til direktør for FN’s UNEP-program. I oktober 2014 blev  Inger Andersen fra Danmark udnævnt til generaldirektør for IUCN . Generalforsamlingen har derudover nedsat seks forskellige kommissioner, de skal følge op på generalforsamlingens beslutninger.
Medlemmerne af IUCN er både stater, statsinstitutioner og ikke-statslige organisationer. I december 2007 var i alt 83 regeringer, herunder 110 statslige institutioner, og 83 internationale NGO’er og 764 nationale NGO, er medlemmer af IUCN, samt 33 organisationer uden stemmeret. Dertil var der tilknyttet et ekspertnetværk på ca. 10.000 videnskabsfolk og andre eksperter. På generalforsamlinger beslutter de unionens politik, dens globale arbejdsprogrammer og vælger de enkeltpersoner som skal være medlemmer af bestyrelsen. Medlemmerne organiserer sig selv i nationale og regionale komitéer. På generalforsamlingerne er Danmark repræsenteret med delegationer fra Skov- og Naturstyrelsen og Miljøministeriet.

### IUCN Kommissioner
I IUCN er der seks videnskabelige kommissioner der har til opgave at vurdere status for naturressourcerne i hele verden, supplere unionen og staterne med den nødvendige knowhow og fungere som rådgivere i fredningsspørgsmål.
- IUCN Commission on Ecosystem Management (CEM): Leverer eksperthjælp til drift af naturlige og modificerede økosystemer ud fra en tilgang der er baseret på integrerede økosystemer. Har 400 medlemmer.

- IUCN Commission on Education and Communication (CEC): Arbejder for, med udgangspunkt i strategisk brug af kommunikation og uddannelse, at udruste og uddanne lokale tovholdere som vil arbejde for en bæredygtig udnyttelse af ressourcerne. Har 500 medlemmer.

- IUCN Commission on Environmental, Economic and Social Policy (CEESP): tilbyder ekspertise og rådgivning om de økonomiske og sociale faktorer som kan have betydning i fredningsspørgsmål. Har 500 medlemmer.

- IUCN Commission on Environmental Law (CEL): Søger at fremme etableringen af miljølove gennem udviklingen af nye juridiske koncepter og instrumenter, og opbygningen af kapaciteten i de enkelte samfund til at indføre love vedrørende fredning og bæredygtig udvikling. Har 800 medlemmer.

- IUCN Species Survival Commission (SSC): Rådgiver unionen om de tekniske aspekter af artsfredninger, og iværksætter tiltag der kan redde arter der er truet af udryddelse; står bl.a. for udarbejdelsen af IUCN’s rødliste. Har 700 medlemmer.

- IUCN World Commission on Protected Areas (WCPA): Fremmer etablering og effektivisering af driften af beskyttede arealer, så de tilsammen danner et globalt og repræsentativt netværk af beskyttede områder, både på land og i havet. WCPA er involveret i projekter der omfatter mere end 1300 sådanne områder over hele verden.

## Fredningsarbejde
IUCN har været initiativtager til en række internationale aftaler, fx CITES-konventionen, Bonn-konventionen, Ramsar-konventionen, og har haft et tæt samarbejde med Den internationale hvalfangstkommission. Med hensyn til etableringen af globale strategier for naturbevaring har IUCN været banebrydende, hvilket bl.a. har ført til World Conservation Strategy fra 1980, hvor princippet om bæredygtighed for første gang blev introduceret; det resulterede i en lang række nationale bevaringsstrategier på naturbeskyttelsesområdet. I 1992 er endvidere udsendt strategierne for ´Caring for the Earth´ og ´The Global Biodiversity Strategy´. Og senest Countdown2010-initiativet som blev vedtaget i 2002.
IUCN har skabt en række definerede for forskellige typer af fredede områder. Unionens overordnede definition af et fredet område
er:
"et land- og/eller havområde som er specielt bestemt til beskyttelse og opretholdelse af biologisk mangfoldighed og af naturlige og dertil knyttede kulturelle ressourcer, og som forvaltes gennem lovlige eller andre effektive midler".
Underkategorierne omfatter følgende typer:
- Ia – Strict Nature reserve: (Naturreservater), arealer enten på landjorden eller i havet der besidder nogle særligt fremtrædende eller repræsentative økosystemer, herunder geologiske eller fysiologiske forhold og/eller særlige arter. Disse områder skal være fuldstændigt lukkede for menneskelig udnyttelse og kun være tilgængelige for videnskabelige studier.

- Ib – Wilderness Area: (Vildmarker), store områder der ikke eller kun i meget lille grad har været påvirket af mennesket; de skal have bevaret deres naturlige karaktér og være uden permanent eller betydelig beboelse, og de skal være underlagt fredningsbestemmelser der sikrer bevarelsen af deres naturlige tilstand.

- II – Nationalparker: Naturområder der er blevet udlagt som fredet område, med det formål at:

1. beskytte et eller flere økosystemer for nuværende og fremtidige generationer;
2. at udelukke udnyttelse og beboelse som kan skade områdets økosystemer.
3. skabe grundlag for åndelige, uddannelsesmæssige, videnskabelige og rekreative udfoldelser, der dog alle skal have miljømæssige og kulturelle formål.

- III – Natural Monument: (Naturmonument), steder der indeholder ét eller flere særskilte narturlige og/eller kulturelle træk eller attraktioner som har særlig og/eller helt enestående værdi, enten pga. sjældenhed, repræsentativitet, æstetiske kvaliteter eller kulturel betydning.

- IV – Habitat/Species Management Area: (Habitat), et land/havområde der er mål for en aktiv indsats for at beskytte eller etablere leveområder der er essentielle for specifikke arter.

- V – Protected Landscape: (Fredet landskab), en område enten på landjorden eller i havet, hvor samspillet mellem mennesker og naturen over tid har skabt et særlig æstetisk, økologisk eller kulturel værdi. Det er ofte steder som besidder en høj grad af biologisk diversitet, og beskyttelse af de traditionelle leveformer kan derfor være vital for opretholdelsen og udviklingen af denne type områder.

- VI – protected area with sustainable use of natural resources / Beskyttede områder med bæredygtig brug af naturressourcer: Arealer der overvejende indeholder upåvirkede naturlige systemer, hvis biodiversitet gennem kontrol og styring forvaltes på en måde så naturværdier ikke går tabt, samtidigt med at der tillades en bæredygtig udnyttelse som dækker lokalsamfundenes behov.

## Eksterne link
- The World Conservation Unions' (IUCN) Webside